# Arthur Butz
Arthur Robert Butz (* 10. November 1933 in New York City) ist ein amerikanischer Elektroingenieur und Dozent für Elektrotechnik an der Northwestern University in Evanston, Illinois, und Holocaustleugner.
1976 trat Butz erstmals mit dem Buch The Hoax of the Twentieth Century in Erscheinung. Es wurde 1977 in deutscher Übersetzung (Der Jahrhundertbetrug) in Udo Walendys „Verlag für Volkstum und Zeitgeschichtsforschung“ herausgebracht. Butz bestreitet darin die Existenz von Gaskammern zu Vernichtungszwecken in den Konzentrations- und Vernichtungslagern der Nationalsozialisten und behauptet, dass alle Dokumente über den Holocaust Fälschungen seien. Das Buch ist 1999 in einem weiteren Nachdruck neu aufgelegt worden.
Butz tritt neben seiner Tätigkeit als Dozent als Referent auf verschiedenen Tagungen auf, unter anderem auch beim geschichtsrevisionistischen Institute for Historical Review, und stellt dort seine Thesen vor.
Nachdem Butz 2006 die Äußerungen des iranischen Präsidenten Mahmud Ahmadineschad zur Nichtexistenz des Holocaust begrüßt hatte, initiierten Studenten seiner Universität unter dem Titel Never again eine Protestaktion, bei der über 10.000 Unterschriften gesammelt wurden. Die Universitätsleitung hatte jedoch schon gleich nach den Äußerungen bekanntgegeben, keine disziplinarischen Maßnahmen wegen der Privatmeinung von Butz unternehmen zu können, solange er diese nicht vor Studenten äußere.